# زیتون تلخ (گونه)
زیتون تلخ (نام علمی: Melia azedarach) نام یک گونه از سردهٔ زیتون تلخ است. این گونه بومی کشور چین است . میوه های این درخت تا مدت‌ها حتی بعد از رسیدن بر روی شاخه‌ها باقی می‌ماند. خوردن میوه‌ها برای انسان سمی است و برای کودکان ممکن است خطرناک باشد ولی برای پرندگان تغذیه‌ای مناسب در فصل زمستان است.
این درخت دمای بین منفی ۱۰ درجه تا ۵۰ درجه سلسیوس تحمل می‌کند و شادابی برگ‌های خود را حفظ می‌کند ولی اگر دما از آن هم بالاتر رود باعث آسیب به برگ‌ها و از دست دادن شادابی آنها می‌شود.